# Marseille Provence flygplats
Marseille Provence flygplats (franska: Aéroport de Marseille Provence) (IATA: MRS, ICAO: LFML) är en flygplats som ligger 27 km nordväst om Marseille.

## Flygbolag och destinationer

### Terminal 1
- Aer Lingus (Dublin)
- Aigle Azur (Annaba, Chlef, Constantine, Oran, Setif, Tlemcen)
- Air Algérie (Alger, Annaba, Batna, Chlef, Constantine, Oran)
- Air Austral (Saint-Denis la Réunion)
- Air France (Alger, Tunis)
- Air Ivoire (Abidjan)
- Air Madagascar (Antananarivo)
- Air Malta (Malta)
- Air Senegal International (Dakar)
- Air Transat (Montréal)
- Armavia (Yerevan)
- Atlas Blue (Fez, Marrakech)
- British Airways (London-Gatwick)
- Brussels Airlines (Bryssel)
- Bulgarian Air Charter (Burgas, Varna) seasonal
- Corsairfly (Saint-Denis la Réunion)
- Czech Airlines (Barcelona, Prague)
- El Al (Tel Aviv)
- Flybaboo (Geneva)
- Gabon Airlines (Libreville)
- Iberia
  - Iberia utförs av Air Nostrum (Barcelona, Madrid)
- Lufthansa (Frankfurt)
  - Lufthansa Regional utförs av Lufthansa CityLine (München, Stuttgart)
  - Lufthansa Regional utförs av Eurowings (Düsseldorf, Frankfurt)
- New Axis Airways (Casablanca [fr.o.m. 28 oktober], Tel Aviv)
- Royal Air Maroc (Casablanca, Marrakech)
- Syrian Air (Damaskus)
- TACV (Sal, Fortaleza)
- TAP Air Portugal
  - utförs av Portugália (Lissabon, Porto)
- Tunisair (Djerba, Monastir, Tunis)
- Yemenia (Sana'a) [säsong]

### Terminal 2 (mp²)
- bmi
  - bmibaby (Birmingham)
- easyJet (Bristol, London-Gatwick)
- Germanwings (Köln)
- Jet4you (Casablanca)
- MyAir (Venedig)
- Ryanair (Birmingham, Bournemouth [säsong], Bryssel-Charleroi, Dublin, Edinburgh, Eindhoven, Fez, Glasgow-Prestwick, Göteborg-City, London-Stansted, Madrid, Malaga, Manchester, Marrakech, Oslo-Torp, Paris-Beauvais [fr.o.m. 1 oktober], Porto, Stockholm-Skavsta, Tanger [fr.o.m. 28 oktober])

### Terminal 3
- Air France
  - Air France utförs av Air Corsica (Rom-Fiumicino)
- Alitalia
  - Alitalia utförs av Alitalia Express (Milano-Malpensa)
- Air Corsica (Ajaccio, Bastia, Calvi, Figari)
- KLM
  - KLM utförs av KLM Cityhopper (Amsterdam)

### Terminal 4
- Air France (Lyon, Paris-Charles de Gaulle, Paris-Orly)
  - Air France utförs av Brit Air (Brest, Nantes, Rennes)
  - Air France utförs av Régional (Bordeaux, Clermont-Ferrand, Lille, Strasbourg, Tetouan, Toulouse)
- Twin Jet (Basel/Mulhouse, Metz-Nancy)